# Armavia-Flug 967
Der Armavia-Flug 967 (Flugnummer IATA: U8967, ICAO: RNV967) war ein planmäßiger nächtlicher Flug der armenischen Fluggesellschaft Armavia von Jerewan nach Sotschi. Am 3. Mai 2006 ereignete sich auf diesem Flug der Flugunfall eines Airbus A320-211 (EK-32009), bei dem alle 113 Menschen an Bord getötet wurden.

## Flugzeug
Bei dem verunglückten Flugzeug handelte es sich um einen Airbus A320-200, der zum Zeitpunkt des Unfalls 10 Jahre und 9 Monate alt war. Es handelte sich um den 547. Airbus A320 aus laufender Produktion. Die Maschine wurde im Werk von Airbus in Toulouse, Frankreich endmontiert und absolvierte ihren Erstflug am 28. Juni 1995, ehe sie am 30. August 1995 neu an Ansett Australia ausgeliefert wurde. Die Maschine wurde zunächst mit dem Luftfahrzeugkennzeichen VH-HYO zugelassen. Mit der Insolvenz von Ansett Australia wurde die Maschine am 14. September 2001 außer Betrieb genommen. Am 6. Februar 2004 wurde der Airbus mit dem neuen Luftfahrzeugkennzeichen EK-32009 auf die Armavia zugelassen, die ihr den Taufnamen Mesrop Mashtots gab. Das zweistrahlige Schmalrumpfflugzeug war mit zwei Triebwerken des Typs CFMI-CFM56-5A1 ausgestattet. Zum Zeitpunkt des Unfalls hatte die Maschine eine kumulierte Betriebsleistung von 28.234 Betriebsstunden bei 14.376 Starts und Landungen absolviert.
Am 3. Mai 2005 war die Maschine bei Lufthansa Technik in Budapest generalüberholt worden und hatte seither 2533 Betriebsstunden bei 929 Flugzyklen absolviert. Die letzte Wartung war am Vortag des Unfalls bei der Sabena Technics durchgeführt worden.
Gemäß Angaben des damaligen Vorsitzenden der Armavia, Andrej Nikitin, sei die Maschine von der Vermeille International Services B.V. mit Sitz in Amsterdam geleast worden. Im Laufe der Flugunfalluntersuchung wurde dagegen das Unternehmen Funnel of George Town mit Sitz auf den Cayman Islands als Leasinggeber ermittelt. Die Maschine erhielt im Oktober 2004 in den Niederlanden einen Anstrich im neuen Farbdesign der Armavia, das die Farben der armenischen Flagge repräsentieren sollte.

## Passagiere und Besatzung
Es befanden sich 105 Passagiere an Bord, darunter fünf Kinder und ein Säugling.
Staatsangehörigkeiten der Insassen
| Staatsangehörigkeit | Passagiere | Besatzung | Gesamt |
| ------------------- | ---------- | --------- | ------ |
| Armenien            | 77         | 8         | 85     |
| Russland            | 26         | 0         | 26     |
| Georgien            | 1          | 0         | 1      |
| Ukraine             | 1          | 0         | 1      |
| Total               | 105        | 8         | 113    |

Der 1966 geborene Flugkapitän Grigor Grigorjan hatte zunächst im Jahr 1986 an der Flugschule von Krasnokutsk eine Pilotenlizenz erworben und wurde anschließend von August 1986 bis Mai 1990 im Rang des Ersten Offiziers auf einer Antonow An-2 eingesetzt. Anschließend wurde er als Erster Offizier im Cockpit einer Jakowlew Jak-40 eingesetzt, ehe er nach einem Abschluss am Moskauer Institut für Zivilluftfahrt zum Kapitän befördert wurde. Ab dem 19. Mai 2004 wurde er als Erster Offizier an Bord des Airbus A320 der Armavia eingesetzt, ab dem 1. September 2005 als dessen Kapitän. Der Kapitän verfügte über 5458 Stunden Flugerfahrung, davon 1436 Stunden mit dem Airbus A320 und davon wiederum 566 im Rang des Kapitäns.
Der 1977 geborene Erste Offizier Arman Dawtian hatte seine Pilotenlizenz im Jahr 1999 an der Flugschule in Uljanowsk erworben und besaß zunächst eine Musterberechtigung für die Tupolew Tu-154, in deren Cockpit er von Juni 1999 bis Januar 2003 eingesetzt wurde, zuletzt im Dienst von Armenian Airlines. Ab dem 26. Februar 2004 setzte ihn diese Fluggesellschaft als Copiloten der ATR 72 ein. Von Juli bis September 2004 absolvierte er bei der SAS Flight Academy in Stockholm ein Training zum Piloten des Airbus A320 und wurde seit Oktober 2004 als Erster Offizier im Cockpit dieses Flugzeugtyps bei der Armavia eingesetzt. Der Erste Offizier verfügte über 2185 Stunden Flugerfahrung, davon 1022 mit dem Airbus A320.
Darüber hinaus waren noch sechs weitere Besatzungsmitglieder an Bord, der Techniker Nikolai Kascharjan sowie die fünf Flugbegleiter Mariana Hasratjan, Lusine Geworgjan, Anaida Abeljan, Rostislaw Schelemetew und Armen Haroutunjan.

## Flugverlauf
Der nächtliche Flug vom Flughafen Jerewan nach Sotschi sollte um 20:45 Uhr UTC (00:45 Uhr Ortszeit) starten. Die Maschine hob um 20:47 Uhr UTC ab, Start und Steigflug verliefen ohne besondere Vorkommnisse. Um 21:10 Uhr UTC nahm die Besatzung erstmals Kontakt mit der Anflugkontrolle in Sotschi auf. Der Fluglotse berichtete von schlechten Wetterbedingungen vor Ort. Die Piloten diskutierten um 21:26 Uhr UTC über eine mögliche Umkehr zum Flughafen Jerewan. Nachdem sie bereits beschlossen hatten, umzukehren, erkundigten sie sich nochmals bezüglich des Wetters. Der Fluglotse teilte der Besatzung mit, dass die Sichtweiten bei 3600 Metern lägen und sich die Wolkendecke in einer Höhe von 170 Metern befände. Die Piloten beschlossen daraufhin, den Flug nach Sotschi fortzusetzen.
Beim Anflug auf Sotschi um 22:00 Uhr UTC (02:00 Uhr Ortszeit) nahmen die Piloten wieder Kontakt mit der Flugsicherung auf. Diese erteilte ihnen die Freigabe, von ihrer Flughöhe von 3600 Metern auf 1800 Meter zu sinken und unterrichtete die Piloten über die Wetterverhältnisse im Bereich der für die Maschine vorgesehenen Landebahn 06. Die Wetterverhältnisse lagen über den wetterlichen Mindestanforderungen für Anflüge auf den Flughafen. Der Fluglotse erteilte die Freigabe zum Sinkflug auf 600 Meter und leitete die Besatzung von Flug 967 an den Lotsen von der Landekontrolle weiter.

## Unfallhergang
Um 22:10 Uhr UTC meldete sich die Besatzung bei der Flugsicherung und teilte mit, dass sie die Landung vorbereite. Das Fahrwerk wurde ausgefahren. Der Fluglotse teilte mit, dass die Sichtweite 4000 Meter betrage und die Wolkendecke sich in einer Höhe von 190 Metern befinde. Nur 30 Sekunden später meldete sich der Lotse erneut und sagte, dass die Wolkendecke sich nun in 100 Metern Höhe befinde. Die Piloten wurden angewiesen, einen Fehlanflug durchzuführen, in eine rechtswärtige Warteschleife zu fliegen und auf 600 Meter zu steigen. Zu diesem Zeitpunkt flog die Maschine in 390 Metern Höhe.
Ab 22:12:34 UTC antwortete die Besatzung des Airbus nicht mehr auf Funksprüche der Flugsicherung. Um 22:13:02 Uhr UTC (02:13:02 Uhr Ortszeit) verschwand die Maschine vom Radar. Nur eine Sekunde später schlug der Airbus 6 km vor der Küste von Adler auf dem Wasser auf und brach auseinander. Alle 113 Personen an Bord kamen dabei ums Leben.

## Bergung
Nach dem Verschwinden der Maschine vom Radar wurde um 02:19 Uhr das Russische Katastrophenschutzministerium alarmiert. Die Rettungskräfte starteten die Suche. Um 4:05 Uhr Ortszeit zogen die Rettungsmannschaften Flugzeugtrümmer und Rettungswesten aus dem Wasser. Später sichteten sie Teile des Rumpfes, Körperteile, Gepäck und einen Kerosinteppich im Wasser.
Ein Hubschrauber vom Typ Mi-8, der entsendet wurde, um nach der Maschine zu suchen, musste aufgrund des sich verschlechternden Wetters zunächst auf die Startfreigabe warten. Die Suche wurde zunächst ausgesetzt. Um 04:08 Uhr entdeckte das Katastrophenschutzboot Valery Zamarayez das mutmaßliche Absturzgebiet. Zwischen 07:30 Uhr und 12:30 Uhr bargen die Rettungsmannschaften neun Körperteile aus dem Meer.
Die Rettungsmannschaften konnten nur einen Teil der Flugzeugtrümmer bergen. Dazu gehörten die Flugzeugnase, das Fahrwerk, das Höhen- und Seitenleitwerk und einige weitere Trümmerteile sowie Kabel und elektronische Baugruppen. Der untere Teil des Seitenruders war aufgrund der beim Aufschlag wirkenden Kräfte schwer beschädigt, ebenso wie Teile des Leitwerks. Zudem wurden insgesamt 52 Körperteile geborgen. Auch die nur geringfügig beschädigten Flugdatenschreiber konnten sichergestellt und durch das Bureau d’Enquêtes et d’Analyses pour la sécurité de l’aviation civile (BEA) untersucht werden.

## Unfalluntersuchung
Das Katastrophenschutzministerium teilte im Laufe der Bergungsaktion mit, dass die Maschine mit einem Rollwinkel von 60 Grad auf dem Wasser aufgeschlagen sei. Während die Bergungsarbeiten noch im Gang waren, konnten Ermittler des BEA feststellen, dass das Fahrwerk beim Aufschlag der Maschine ausgefahren war.
Der Unfall wurde durch das Zwischenstaatliche Luftfahrtkomitee (MAK) untersucht, dieses wurde durch das BEA unterstützt.
Am 25. Juli 2006 wurde bekanntgegeben, dass der Unfall durch „inadäquate Handlungen des Flugzeugkommandanten“ verursacht worden war. Nachdem die Besatzung die Anweisung zur Durchführung des Fehlanflugs erhalten hatte, hielt sie sich nicht an die Standardprozeduren für den Steigflug mit einem Airbus A320. Auswertungen des Stimmenrekorders ergaben, dass der Kapitän während des Anfluges einem hohen psychologischen Stress ausgesetzt war. Darauf ließ unter anderem eine Bemerkung Grigorjans kurz nach dem Start in Jerewan schließen, in der er fluchte und sich über die Unsinnigkeit des Fliegens unter Schlafmangel beschwerte. Dies legt nahe, dass der Kapitän zu diesem Zeitpunkt selbst übermüdet und dadurch womöglich in seiner Flugtauglichkeit eingeschränkt war. Beide Piloten reagierten im Endanflug impulsiv. Als es anfing zu regnen, fluchte der Erste Offizier. Auch auf die Anweisung des Fluglotsen an die Besatzung, eine Warteschleife zu fliegen, antworteten die Piloten mit Kraftausdrücken. Die Besatzung diskutierte drei Minuten darüber und fluchte sogar beim Durchgehen der Checkliste zwischen den einzelnen Punkten.
Einige Minuten später ertönte die Warnung „Speed Speed Speed“, die die Besatzung darauf hinwies, dass die Geschwindigkeit zu gering war und der Schub der Maschine erhöht werden müsse, um die Maschine weiter entlang der Flugbahn zu halten. Zu diesem Zeitpunkt befand sich die Maschine in einer Höhe von 1.150 Fuß (ca. 350 Meter). Die Piloten drückten daraufhin den TO/GA-Knopf (Durchstarten).
Es wurden widersprüchliche Steuereingaben vorgenommen, während die Maschine im Anflug mit aktivem Autopiloten geflogen wurde. Die Ermittler gewannen bei der Auswertung der Aufzeichnungen der Flugdatenschreiber den Eindruck, dass keiner der beiden Piloten im Cockpit die Funktionsweise des Autopiloten wirklich verstanden hatte. Obwohl sich der Autopilot im „HDG“-Modus (heading) befand, welcher zum Halten eines voreingestellten Kurses vorgesehen ist, wurde die Maschine nach rechts gesteuert und der Modus „OPEN CLIMB“ ausgewählt. In diesem Modus wird bei einer voreingestellten Geschwindigkeit die maximal mögliche Steigrate geflogen, die Triebwerke befinden sich dabei immer auf dem für die Triebwerke ohne Zeitlimit maximal verfügbaren Schub (der Schub beim Durchstarten selbst kann noch etwas höher sein). Analog dazu wird bei dem Modus „OPEN DESCEND“ bei einer vorgegebenen Geschwindigkeit die maximal verfügbare Sinkrate erreicht, während sich die Triebwerke im Leerlauf befinden. Zudem befand sich der Airbus bis zuletzt in Landekonfiguration, das Fahrwerk war ausgefahren, wobei die Schubautomatik den Befehl zum Halten des Schubes erhielt. Dabei ist der Luftwiderstand deutlich höher als in der eigentlichen Konfiguration für das Durchstarten und es wird nur eine geringe Steigrate erzielt. Erst kurz vor dem Aufschlag sei der Autopilot abgeschaltet worden, wobei Kapitän Grigorjan die Maschine nach rechts lenkte.
Die Ermittler vermuteten, dass der Unfall durch eine Sinnestäuschung der Piloten verursacht sein konnte. Während des nächtlichen Anflugs könnten sie mangels optischer Referenzpunkte den Eindruck gehabt haben, dass die Maschine sich im Steigflug befindet, obwohl dies nicht der Fall war. Unter ähnlichen Umständen war auf dem Gulf-Air-Flug 072 im Jahr 2000 ein anderer Airbus A320 ins Meer geflogen worden. Eine andere These war, dass die Piloten durch die Geschwindigkeitsanzeigen im Cockpit irritiert wurden. Bei diesen wurden die Grenzbereiche durch rote Balken dargestellt. Einer der Piloten könnte im Rahmen seiner Ausbildung den Reflex ausgebildet haben, die Steuersäule in Stresssituationen instinktiv nach vorne zu drücken, um zu unterdrücken, dass die roten Balken angezeigt werden. Keine der Thesen konnte zweifelsfrei bewiesen werden.

## Bedeutung
Zum Zeitpunkt des Unfalls handelte es sich um den zweitschwersten Zwischenfall eines Airbus A320. Mit Stand Juli 2019 ist der Zwischenfall der weltweit fünftschwerste mit diesem Flugzeugtyp.
Mit Stand Juli 2019 ist es der schwerste Zwischenfall der armenischen Luftfahrtgeschichte. Für die 1996 gegründete und 2013 aufgelöste Armavia war es der einzige tödliche Zwischenfall. Es handelte sich zudem um den dritten tödlichen Flugunfall und bis heute (Stand: Juli 2019) schwersten in der Umgebung des Flughafens Sotschi, der hinsichtlich der Opferzahl den Absturz einer Iljuschin Il-18 auf dem Aeroflot-Flug 1036 noch übertrifft.